# Strutz-Mühle
Koordinaten: 46° 43′ 21,1″ N, 15° 10′ 5,5″ O

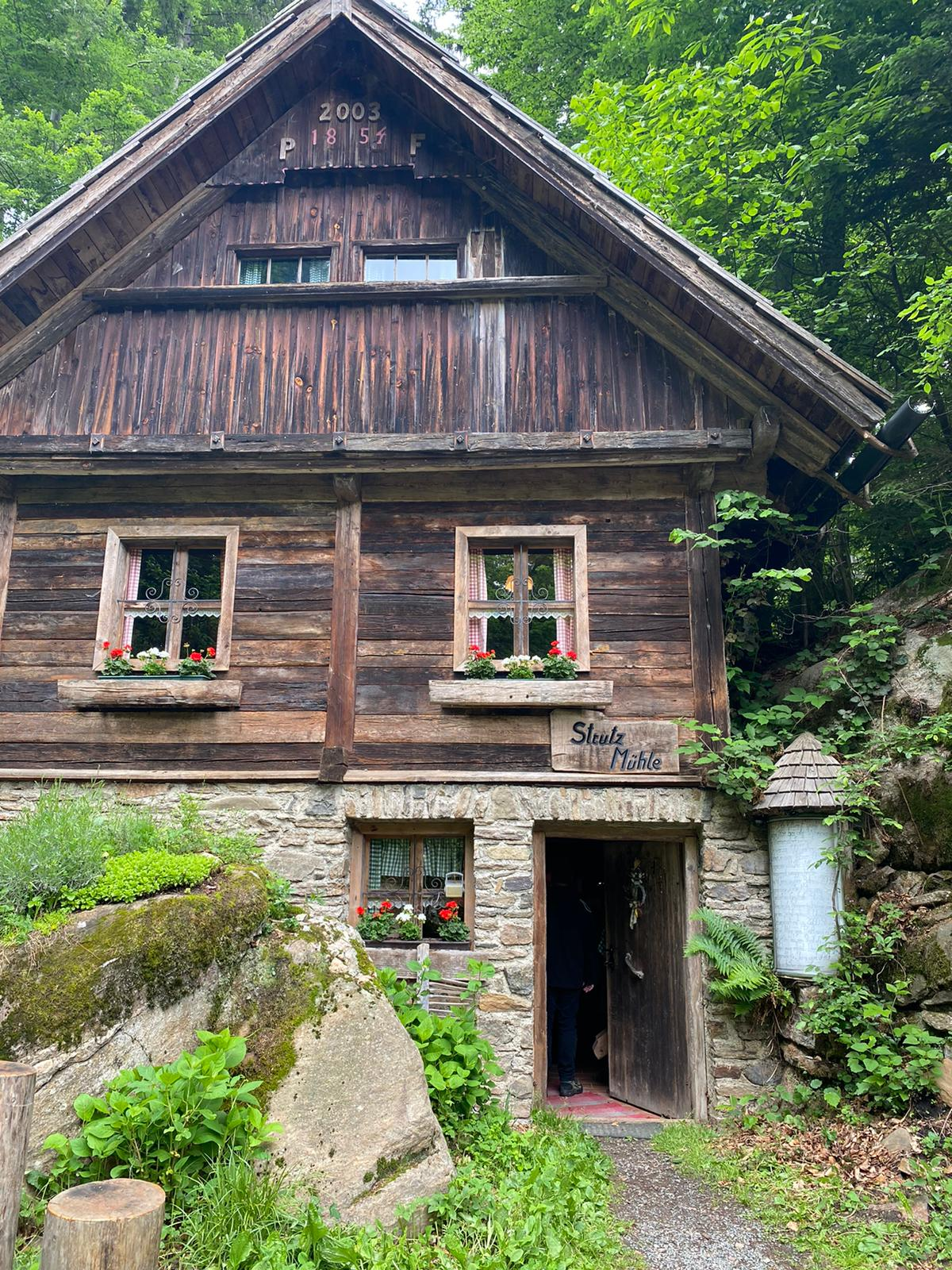
Die Strutz-Mühle steht im Tal der Weißen Sulm an der Einmündung des Schwarzbaches.

Die Strutz-Mühle ist eine Schaumühle am Schwarzbach, einem Nebenfluss der Weißen Sulm im österreichischen Bundesland Steiermark. Sie liegt im Ortsteil Wielfresen der Marktgemeinde Wies, Bezirk Deutschlandsberg.

## Strutz-Mühle

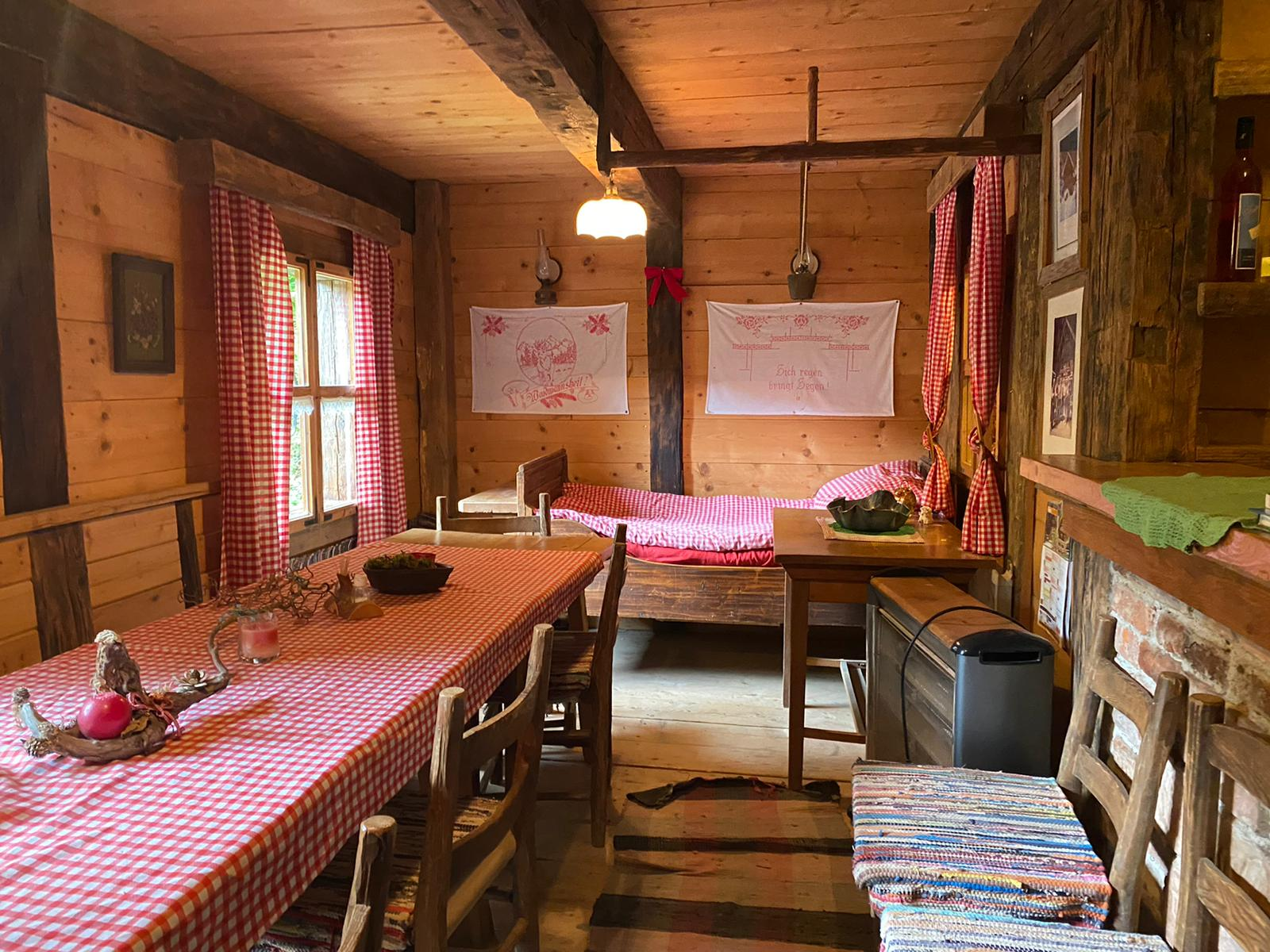
Aufenthaltsraum und Schlafzimmer des Müllers

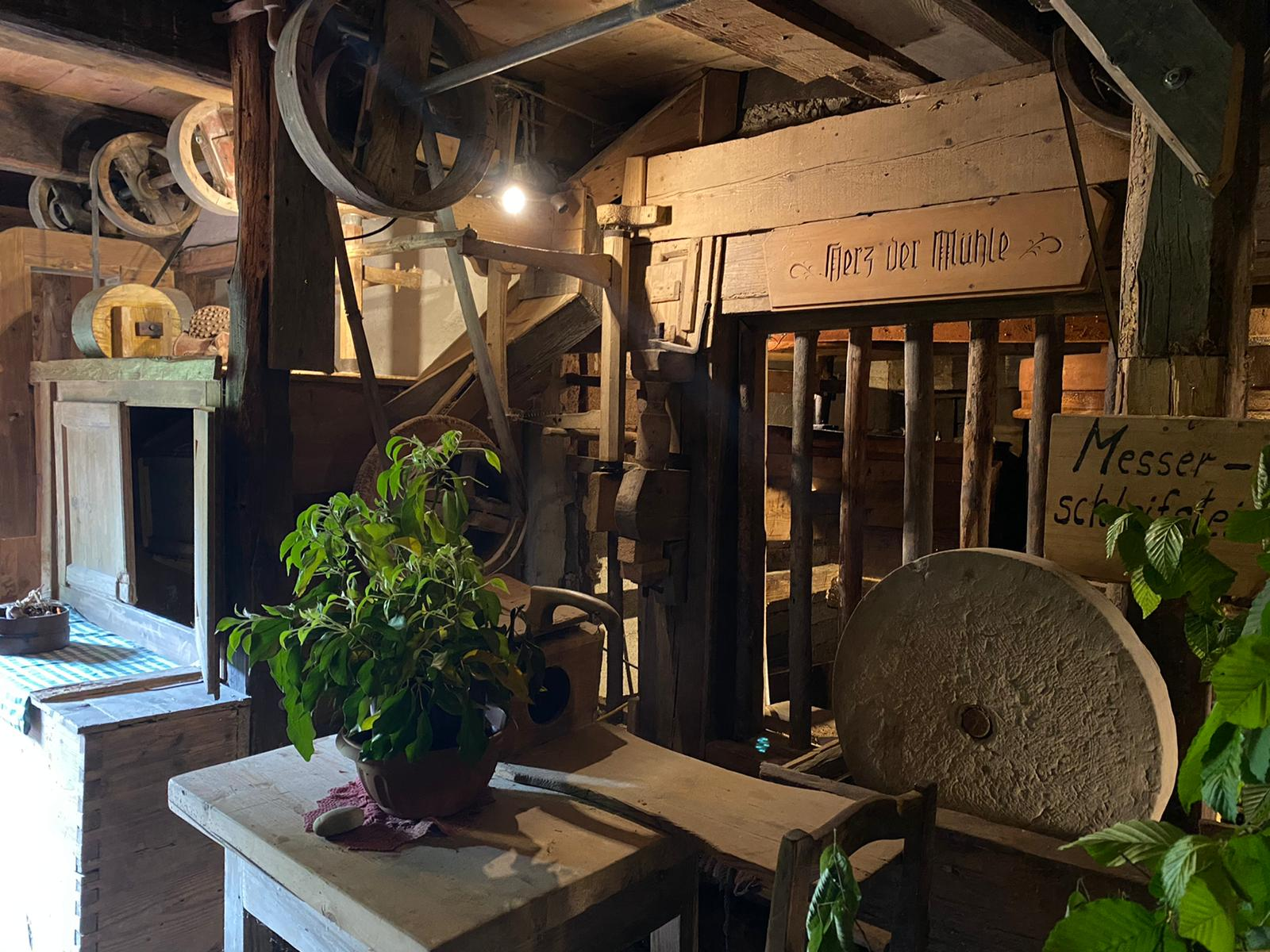
Die alte Mühle zeigt wie noch bis vor rund 60 Jahren Getreide zu Mehl vermahlen wurde.

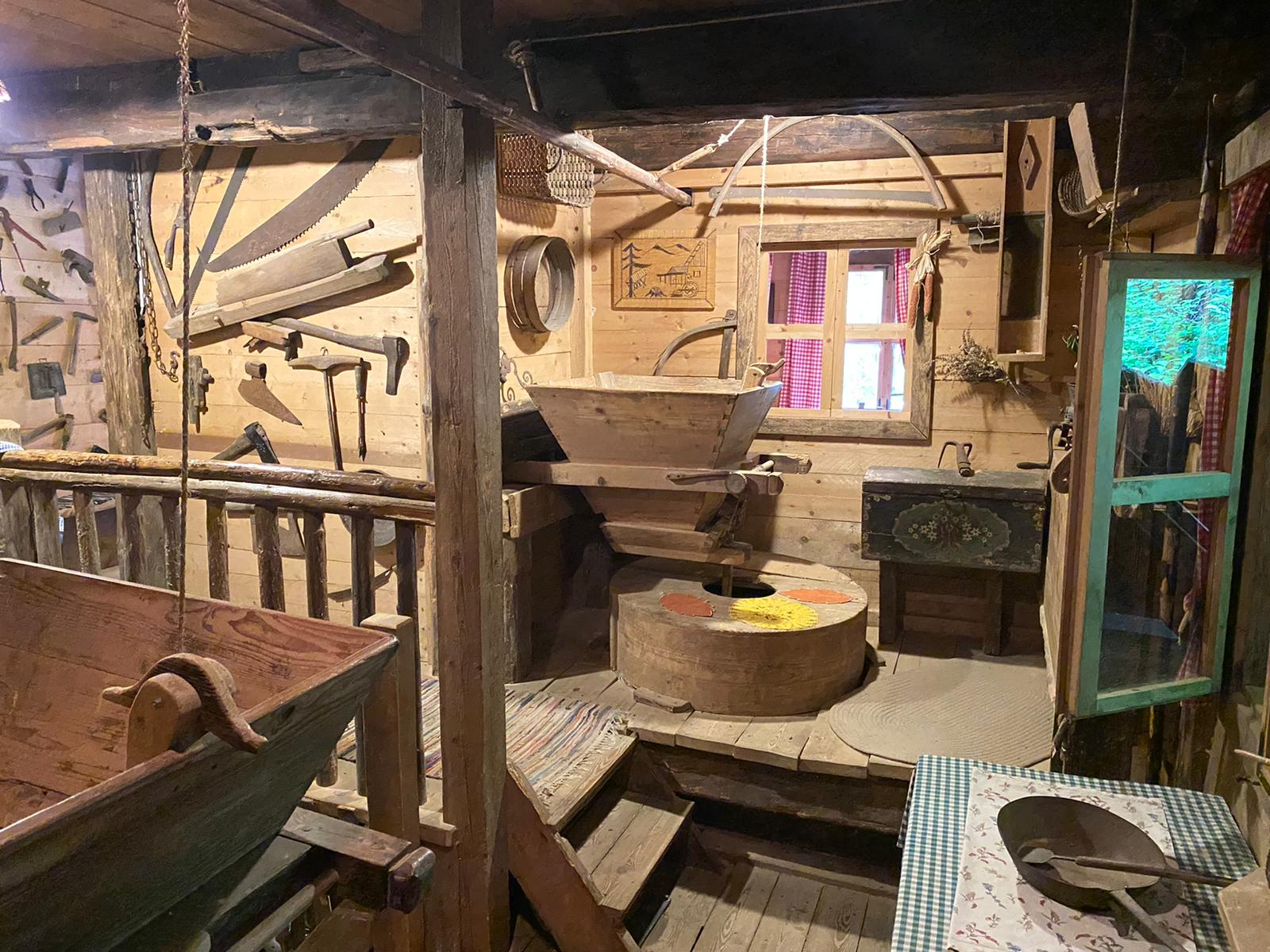
Schütttrichter der Mühle

Die zweigängige Schaumühle ist eine Rekonstruktion der ehemals 24 Mühlen an der Weißen Sulm, die bis in die Mitte des 20. Jahrhunderts in Betrieb waren. Sie wurde ab 2003 errichtet. Dabei wurden einerseits Reststücke der alten, verfallenen Mühlen verwendet, andererseits wurden Teile neu hergestellt. Kernstück ist ein Mühlengetriebe aus dem Jahr 1854. Seit 2006 kann die Mühle besichtigt werden. In unregelmäßigen Abständen findet ein Schaumahlen statt, in einem Backofen kann das Mehl auch sofort zum Backen verwendet werden.
Die Mühle wurde im Jahr 2020 im Rahmen der ORF-Sendung 9 Plätze – 9 Schätze zum schönsten Platz Österreichs gewählt.

## Gesteinswelt Wielfresen
Ganz in der Nähe der Mühle befindet sich die Gesteinswelt Wielfresen mit dem Hohlfelsen, das einzige Eklogit-Vorkommen in der Steiermark in dieser Größenordnung.

## Sulmwasserfall
Rund 10 Kilometer entfernt von der Strutz-Mühle liegt der Sulmwasserfall, der über 150 Meter in die Tiefe stürzt.